# Laguna Montosa
La laguna Montosa es un cuerpo de agua superficial ubicada en la Región de Atacama que descarga sus aguas a través de un emisario en el río Pulido, de la cuenca del río Copiapó.

## Hidrología
La laguna Montosa desagua a través del río Montosa en el río Pulido.

## Historia
Luis Risopatrón la describe en su Diccionario Jeográfico de Chile (1924):: 567 
Montosa (Laguna de). Es pequeña, pintoresca, se encuentra a unos 4400 m de altitud i desagua por un corto arroyo, en la márjen E de la parte superior del río del mismo nombre, del de Pulido.